# Puerto con el embarque de Santa Úrsula
Puerto con el embarque de Santa Úrsula es un cuadro realizado por el pintor francés del Barroco Claudio de Lorena. Mide 113 cm de alto y 149 cm de ancho, y está pintado al óleo sobre lienzo. Fue pintado en 1641 y se encuentra en la National Gallery de Londres (sala 29, n.º de inventario NG30).

## Historia

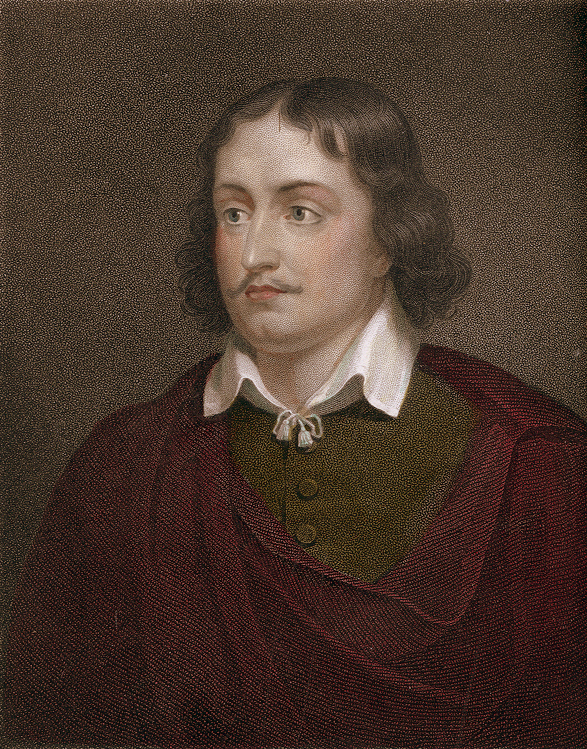
Claudio de Lorena

Claudio de Lorena fue un pintor francés establecido en Italia. Perteneciente al período del arte Barroco, se enmarca en la corriente denominada clasicismo, dentro del cual destacó en la pintura de paisaje. En su obra reflejó un nuevo concepto en la elaboración del paisaje basándose en referentes clásicos —el denominado «paisaje ideal»—, que evidencia una concepción ideal de la naturaleza y del propio mundo interior del artista. Esta forma de tratar el paisaje le otorga un carácter más elaborado e intelectual y se convierte en el principal objeto de la creación del artista, la plasmación de su concepción del mundo, el intérprete de su poesía, que es evocadora de un espacio ideal, perfecto.
Este cuadro fue un encargo de Fausto Poli (1581-1653), mayordomo pontificio de 1629 a 1643, nombrado cardenal en 1643 por Urbano VIII. A su muerte pasó a Antonio Barberini, sobrino del papa Urbano y también cardenal. Fue propiedad de la familia Barberini hasta 1760, en que fue comprado por Lock y llevado al Reino Unido. Posteriormente fue propiedad Van Heythusen (1781), Desenfans (1786) y Moore Slade, hasta que pasó a la colección Angerstein en 1803. En 1824 pasó a la National Gallery.
Formaba pareja (pendant) con Paisaje con San Jorge (1643, Wadsworth Atheneum, Hartford, Connecticut).
Figura en el Liber Veritatis —un cuaderno de dibujos donde Claudio dejaba constancia de todas sus obras para evitar las falsificaciones— con el número 54. En el reverso del dibujo figura la inscripción «quadro faict pour lemmo Cardinale poli sy ritrova del lemmo Cardinale Barberino».

## Descripción

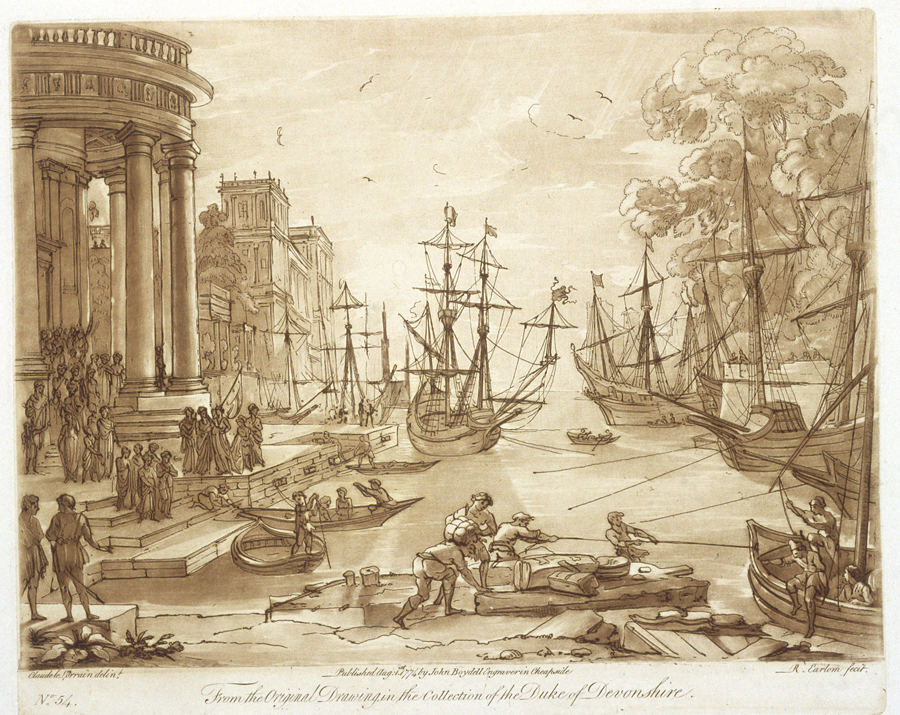
Dibujo n.º 54 del Liber Veritatis de Claudio, correspondiente a este cuadro

Este paisaje pertenece al período de madurez del artista. Por entonces Claudio era uno de los más famosos paisajistas de Europa, honrado por soberanos como Urbano VIII y Felipe IV. En los años 1640 recibió la influencia de Rafael —a través de los grabados de Marcantonio Raimondi—, especialmente en las figuras, así como de Annibale Carracci y Domenichino, como se denota en sus obras Paisaje con San Jorge y el dragón (1643), Paisaje con Apolo custodiando los rebaños de Admeto y Mercurio robándoselos (1645) y Paisaje con Agar y el ángel (1646).
El tema representado es el embarque de santa Úrsula en Roma. Úrsula era una princesa británica que peregrinó a Roma con otras once doncellas —aumentadas en época medieval a 11 000 vírgenes—; en el camino de regreso, en Colonia, fueron martirizadas por los hunos de Atila (año 451).
La escena muestra un puerto al amanecer, uno de los temas favoritos de Claudio. En primer término, en la parte inferior del cuadro, se ven varias figuras de marinos y comerciantes en la playa, ocupados en sus quehaceres o conversando entre ellos; en el lado derecho un marinero está amarrando una barca, de la que desciende otro. En un segundo plano a la izquierda se ve a santa Úrsula, que lleva corona y porta un estandarte blanco con una cruz roja, acompañada de una comitiva de vírgenes con arcos y flechas —símbolo de su martirio— que descienden unas escaleras para embarcarse en las barcas que esperan en el puerto. Proceden de un templo que ocupa toda la altura del costado izquierdo del cuadro, inspirado en el templete de San Pietro in Montorio (Roma), de Bramante. Tras este se suceden varios edificios más, uno de ellos con cierta semejanza a la Villa Médici, que ya utilizó Claudio en varias de sus obras, como Puerto con Villa Médici (1637, Uffizi, Florencia) y Puesta de sol en un puerto (1639, museo del Louvre, París). En el lado izquierdo aparecen varios barcos y unos altos árboles y, al fondo, una fortaleza, probablemente para la defensa del puerto. En el centro del cuadro hay otro barco, tras el que se ve la luz del sol naciente que ilumina con su resplandor dorado un límpido cielo azul.
Algunos detalles de la composición recuerdan a Paisaje con el embarque en Ostia de Santa Paula Romana (1639, museo del Prado, Madrid).
De esta obra se conservan varios dibujos preparatorios: uno sobre el paisaje en el British Museum de Londres; otro sobre la arquitectura en la colección Witt en Londres; y otro sobre las figuras también en el British Museum.